# Grossesse pathologique
 (novembre 2018).
Si vous disposez d'ouvrages ou d'articles de référence ou si vous connaissez des sites web de qualité traitant du thème abordé ici, merci de compléter l'article en donnant les références utiles à sa vérifiabilité et en les liant à la section « Notes et références ».

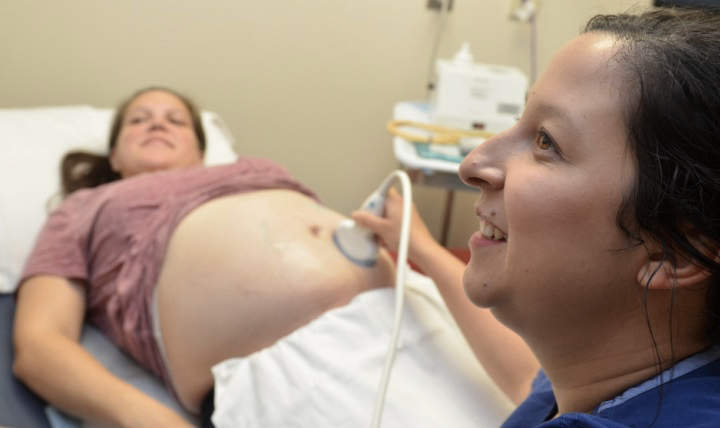
Échographie de contrôle réalisée par une gynécologue ou une sage-femme à une patiente en cours de grossesse.

Une grossesse pathologique (ou grossesse à risque) est définie par des complications qui surviennent en cours de grossesse et/ou d'accouchement. Elles impliquent la femme enceinte et/ou le bébé et nécessitent une prise en charge spécifique et un suivi de grossesse accru.